# Serge Métivier
Pour les articles homonymes, voir Métivier.
Métyvié, de son vrai nom Serge Métivier, est un caricaturiste québécois et un musicien né en 1954 à Lévis au Canada.

## Biographie
Métyvié est apparu régulièrement dans les années 1980 au petit écran dans l'émission matinale animée par André Paillé, Le 745 (Télé-Capitale, (CFCM/Télé-4) à Québec et il a animé le « Jeu de la caricature » sur l'émission L'heure de la bonne humeur, toujours à CFCM-TV/Télé-4 avec François Reny et Nicole Simard. Il a également participé à plusieurs commerciaux télévisés, principalement dans ces années 80.
C'est à la fin des années 1980, de (1988 à 1992), que tout le Québec a découvert Métyvié dans le jeu télévisé Fais-moi un dessin sur le réseau TVA (anciennement Télé-Métropole), au côté de l'animateur Yves Corbeil et Gino Chouinard, où il a eu le plaisir de réaliser la caricature de toute la colonie artistique télévisuelle de cette époque en plus d'y être animateur de foule. Il fait plusieurs apparitions à la télévision par la suite, dont une série de vingt émissions qu'il a conçues et animées pour VIDÉOTRON-Lévis en 1997 sous le titre Toile de fond, dans lesquelles il recevait des artistes en arts visuels (peintres, aquarellistes, caricaturistes, bédéistes et sculpteurs). Puis, il a conçu et animé une autre série d'émissions destinées aux enfants (treize en tout) pour la Télévision Rogers au Nouveau-Brunswick en 2005, intitulée La Faune en Dessin ! où il montrait aux jeunes (et moins jeunes) comment dessiner des animaux à l'aide de formes géométriques. Il a aussi fait de la figuration dans plusieurs films et séries télévisées comme Lance et compte, Chabot & fille, Chambre numéro 13, Miraculum, et d'autres).
Côté musical, il a fait partie de plusieurs groupes rock dans les années 70-80 (Spyrex, La Frénésie, MDR4, S.O.S.) comme guitariste-soliste, puis dans les années 1990, il forme un duo avec son frère, Les Métivier Brothers avant de faire partie brièvement d'un groupe rétro The Shade. Ensuite il forme Les Blues Busters avec qui il œuvre un certain temps, de 1999 à 2008. Finalement, il reforme un dernier groupe en 2008, Le Roadblues Band , consacré au blues et avec qui il a donné d'innombrables spectacles jusqu'à ce jour.

### Caricature
Recueils
- Les meilleures caricatures de Métyvié 1981 Éditions du St-Laurent-Écho, Rivière-du-Loup ;
- Chu'don' fier d'être Québécois !, 1982, Éditions Proteau, Boucherville ;
- Croquées sur le vif !, 1983, Éditions Proteau, Boucherville ;
- En pleine gueule !, 2000, éditions TVA, Montréal.

Périodiques
Magazines
Journal Le Saint-Laurent-Écho de Rivière-du-Loup, 1977-1981.
- Le Lundi, 1992-1993 et 1995 ;
- Délire, magazine d'humour québécois, 1996-(2008)
- Dernière heure, 1999-2001 ;
- La Presse nautique, 2005  à aujourd'hui ;
- Aviation Québec, 2005 à aujourd'hui;
- Sports Motorisés, 2009 à aujourd'hui;
- Poils & Compagnie, 2005.
- La revue Custom Tour (1997-2015)
- Vitalité Économique (2012-2015)
- Journal de Lévis (2005-2013)
- Journal REFLETS (AQRP) (2010 à aujourd'hui
- Journal La Frontière et le Citoyen de Val-d'Or (2013-2015)
- Journal La Sentinelle (2012 à  2016)
- Journal Le Manic (2013 à aujourd'hui
- Journal Le Nord-Côtier (2013 à aujourd'hui
- Journal Le Charlevoisien (2015 à aujourd'hui
- Journal Infodimanche  (2015 à 2017)
- Journal de Québec et de Montréal tous les lundis (Février 2016 à décembre 2016)
- Journal Le placoteux (2017 à aujourd'hui)
- Journal le Courrier de Portneuf (2017 à aujourd'hui)

## Expositions

### Collectives
- 2007 : 1001 Visages, IIe Festival 1001 Visages de la caricature, exposant et prestation de caricature en direct, Bain Mathieu, Montréal ;
- 2008 : Les humoristes, IIIe Festival 1001 Visages de la caricature, maison de la culture Frontenac, Montréal ;
- 2010 : Caricaturistes en spectacle, Ve Festival 1001 Visages de la caricature, Théâtre Calixa-Lavallée, Montréal ;
- 2012 : Face à farce, VIIe Festival 1001 Visages de la caricature, exposant et prestation de caricature en direct, salle de l'église, Val-David ;
- 2015 : 10e édition, Xe Festival 1001 Visages de la caricature, exposant et conférencier, salle de l'église, Val-David ;
- 2016 : 11e édition, XIe Festival 1001 Visages de la caricature, exposant et prestation de caricature en direct, salle de l'église, Val-David.

## Distinctions
- 2010 : Invité d'honneur, exposition Caricaturistes en spectacle, Ve Festival 1001 Visages de la caricature, Théâtre Calixa-Lavallée, Montréal.
- Fait partie du Musée McCord de Montréal (Toute la collection des livres de Métyvié)
- Fait partie du trésor national du Québec.
- Fait partie de « L'Histoire de la caricature au Québec » selon Mira Falardeau/ Robert Aird, vlb éditeur
- A été cité dans plusieurs ouvrages écrits.
- Membre de l'UDA et de l'Association Canadienne des Caricaturistes (ACC)
- Finaliste au « Concours international du dessin d'humour » Juste pour rire 2015
- Gagnant du premier prix de caricature-catégorie francophone aux Townsie Awards 2017 de l'Association Canadienne des Caricaturistes